# شهرستان تولکی‌باس
تالکیباس (به قزاقی: Түлкібас ауданы، تۇلكىباس اۋدانى) یک شهرستان در قزاقستان است که در استان ترکستان واقع شده‌است.

## خصوصیات
تالکیباس ۱۰۶٬۵۸۲ نفر جمعیت دارد.